# LITTLE (ラッパー)
LITTLE（リトル、本名：小島 健司（こじま けんじ）、1976年5月7日 - ）は、東京都八王子市出身のラッパー。KICK THE CAN CREW、UL、アスタラビスタのメンバーおよびFUNKY GRAMMAR UNIT、神輿ロッカーズ、GAKUDANの一員。名前の由来は身長が低いことから (156cm)。自称「東京一小さなMC」。ソロ活動ではユニバーサルミュージックに所属していたが、Ariola Japanを経て、現在は徳間ジャパンコミュニケーションズに所属している。独身。

## 来歴
レゲエからヒップホップの道に。ソロMCとしてDJ SHUHOと活動していた。ZINGIのFAMILYだった経歴があり、童子-Tらのことを兄貴として慕っている。かつて童子-Tと同じくユニバーサルミュージック所属だった。その後FUNKY GRAMMAR UNITに加入。
1997年から活動を開始したKICK THE CAN CREWでは、MCとリーダーを担当。グループでの活動以外にソロ活動として、1998年にミニアルバム『いいの』、2001年には『Mr.COMPACT』をリリース、キックではあまり見せない一面を見せた。
2004年6月のキック活動休止後、7月にDJ FUMIYA (RIP SLYME)プロデュースによるシングル『I SING, I SAY』をリリースし本格的なソロ活動を開始。2ndソロアルバム『LIFE』では童子-T及びZINGIとの共演を果たす。
2006年1月からは、NHK教育テレビの番組『天才ビットくん』内のコーナーで、リリー・フランキー原作のアニメ『おでんくん』のエンディングテーマ「ブランニュービーツ」をTAICHI MASTERと共に担当。また同アニメで「ニセおでんくん」役で声優もつとめている。
2007年3月、BMG JAPAN所属となる。ちなみにMCUや、KREVAとCUEZEROのユニットであるBY PHAR THE DOPESTも所属している。4月25日に新たにオフィシャルサイトをオープンし、7月18日に約2年振りとなるニューシングル「ワンマンショウ」をリリースし、夏には「おれがオーガナイズ2007夏－3 Party」というイベントを主催し、B BOY PARK10周年のライブイベントを行なった。9月19日にはシングル「夢のせい」をリリースした。
2008年5月7日、3rdアルバム『“YES” rhyme-dentity』をリリース。同日自らの誕生日とデビュー10周年記念を兼ねたライブを行った。ゲストとしてアルバムで共演したMICRO (HOME MADE 家族)、SMALLEST（トリカブト）、SHOGO (175R)、CUEZERO、童子-T、Mummy-Dらの他、サプライズでKREVAとMCUが登場し、ライブDJを務めたDJ SHUHOを含めKICK THE CAN CREWのメンバーが集結したことも話題となった。
2011年、MCUとULを結成。
2015年7月、エフエム福岡にて『LITTLE miyake KAZRUのサタデーナイトミストン』が始まる。毎週土曜日25:00-25:30 OA。
2019年4月、エフエム福岡にて『LITTLE miyake KAZRUのmusic miston』が始まる。毎週木曜日20:25-20:55 OA。
2019年、押韻文化の普及を目指し、細川貴英とともにYouTubeチャンネル「愛韻TV」を開始。晋平太や Creepy NutsのR-指定、KEN THE 390など
HIPHOP界を代表する著名ラッパーが毎回出演している。派生して、韻のアワード「LOVE RHYME AWARD」を主催している。

## ディスコグラフィ

### インディーズ
シングル
- CHILD PLAY （2000年3月29日）
  1. CHILD PLAY
  2. レスキュー 'BLUESBREAKER MIX' feat. SHIGEO from スケボーキング
  3. DOG FOOD

アルバム
- いいの （1998年11月15日）
  1. いいの
  2. ジゴロメン
  3. レスキュー feat. DOHZI-T（童子-T）
  4. ハンティング・ワールドfeat. CASSETE VISION

八王子少年名義
シングル
- 都下 / 八王子少年,SHINO,A (2020年12月25日)
- MY HOMIE feat. ファンキー加藤/ Hachioji Love（2021年5月29日)
- グッドモーニング八王子 feat.金廣真悟 from グッドモーニングアメリカ（2021年11月6日)
- ラブハドフ八王子大和田店 feat.MC 8BIT from ファミリーコンティニュー（2023年5月26日)

アルバム
- LITTLE a.k.a 八王子少年（2023年11月11日)

### メジャー
シングル
- I SING, I SAY （2004年7月21日）
- 聖者が街にやってくる （2004年11月24日）
- はつ恋の 〜What's Going On〜 feat. トータス松本 from ウルフルズ（2005年5月18日）
- ワンマンショウ（2007年7月18日）
- 夢のせい（2007年10月10日）
- 八王子少年〜春よ、来い〜 feat. RYOJI(ケツメイシ)（2020年3月1日)
- 小島サイファー feat. 梅田サイファー（2023年9月29日)

EP
- bbbaby（2021年3月26日）
  1. bbbaby feat. DABO
  2. Little Daddy Ken
  3. きみのため

アルバム
- Mr.COMPACT （2001年12月5日）
- LIFE （2005年6月22日）
- “YES” rhyme-dentity （2008年5月7日）
- アカリタイトル1 （2014年2月12日）
- アカリタイトル2 （2015年8月12日）

### 客演
- RHYME遊戯
ZINGI、アルバム「TOKYO TRIBE」に収録 (1996年2月21日)
- By-金(蝿(牛舌喰らう)feat.LITTLE)
V.A.「THE BEST OF JAPANESE HIP HOP vol.6」に収録 (1996年8月21日)
- Zの紋章（feat. LITTLE） 
DOHZI-T&DJ BASS、アルバム「蜃気楼」に収録（1996年10月23日）
- うたたね（ROCK-TEE feat. LITTLE） 
V.A.「THE BEST OF JAPANESE DJ VOL.3」に収録（1997年1月22日）
- more 愛 (蝿(牛舌喰らう)feat.LITTLE,DJ-BASS)
V.A.「THE BEST OF JAPANESE HIP HOP vol.8」に収録 (1997年4月9日)
- コノクニ(LITTLE,LIBRO)
V.A.「思考回路」に収録 (2001年9月19日)
- Luv’song
GANXSTA D.X、「Ⅱ FACE」に収録（2002年3月28日）
- スモールワールド 
ミニ塾。feat. 塾長、マキシ・シングル「スモールワールド」に収録（2002年9月19日）
ちなみに塾長はシーモネーター（当時）、他にもトリカブトのSMALLEST、HOME MADE 家族のMICROが参加
- センチメンタルラブ feat. LITTLE ＜KICK THE CAN CREW＞
アルファ、アルバム「エンドルフィン」に収録（2002年11月13日）
- AUDIO 3(audio three(CUEZERO, LITTLE, WADA))
VARIOUS ARTISTS、アルバム「Adjust Audio Dynamite」に収録（2002年11月27日）
- フォロー ザ リーダー feat. LITTLE for KICK THE CAN CREW
CUEZERO、アルバム「CUEZERO THE WORLD 秋の祭典」に収録（2003年2月21日）
- WARZONE Part 2 feat. LITTLE
童子-T、アルバム「第三の男」に収録（2003年4月2日）
- ラストヴァース feat. LITTLE from KICK THE CAN CREW
KOHEI JAPAN、アルバム「Funky 4 U」に収録（2003年4月11日）
- 絆（featuring LITTLE）
FRAGRANCE、アルバム「絆」に収録（2003年4月25日）
- PUMP IT UP 〜未来に繋げ B-BOYスタンス〜
B-FRESH、アルバム「PUMP IT UP / B-FRESH FEAT. V.A.」に収録（2003年9月3日）
- セミダブルの無人島 〜夏の恋人達へ〜 feat. LITTLE, aile
B-FRESH、上記のアルバムとシングル「セミダブルの無人島2004」に収録（2004年7月22日）
- DRUNKING-HI feat.LITTLE
餓鬼レンジャー、アルバム「ラッキー・ボーイズ」に収録 (2004年7月21日)
- 天下無敵
V.A.「DAZZLIN’ GOLD-ina dancehall style-vol.1」に収録 (2004年9月24日)
- Good Timing
DJ Tonk、アルバム「LOVE」に収録 (2004年9月29日)
- FRESH!!
V.A. 「573」に収録 （2005年7月20日）
- この世界で feat.LITTLE
飛び蹴、アルバム「JUMP KICK」に収録 (2005年10月19日)
- Sky Triple Dancing feat. LITTLE
- ROUTE 16 feat. LITTLE, Kayzabro for DS455, GDX, BIG RON
童子-T、アルバム「童夢」に収録（2005年2月23日）
- フレテイタイ feat. LITTLE（KICK THE CAN CREW）× ハナレグミ
TAICHI MASTER、アルバム「DISCO*NNECTION」に収録（2005年3月30日）
- 絶頂dive to your heart/noyori feat. LITTLE
V.A. CD＋DVD完全初回限定商品「BURGER INN RECORDS GREATEST HITS〜2000-2005〜」に収録（2005年3月30日）
- Have A Nice Day feat. LITTLE
DJ TATSUTA、アルバム「DYNAMITE」に収録（2005年5月11日）
- ウィークエンド・シャフル feat. MCU, RYO-Z, KREVA, CUEZERO, CHANNEL, KOHEI JAPAN, SU, LITTLE, ILMARI, GAKU-MC, SONOMI, PES, KIN, 童子-T
RHYMESTER、アルバム「HEAT ISLAND」に収録（2006年3月6日）
- 東京スクランブルfeat.LITTLE
DEE CHIKA、アルバム「東京スクランブル」に収録（2006年7月13日）
- VOLLACHO BROS feat.LITTLE
ULTRA NANIWATIC MC’S、アルバム「THE FIRST」に収録 (2006年12月6日)
- Turn It Up feat.VERBAL, LITTLE, KOHEI JAPAN, 青山テルマ
童子-T、アルバム「ONE MIC」に収録（2007年8月29日）
- THAT's RIGHT
V.A. 「INFINITY」に収録（2009年4月8日）
- 挑め Remix feat. MCU & LITTLE
KREVA、シングル「挑め」に収録（2011年2月16日）
- 挑め Remix feat.千晴 & LITTLE & SONOMI
KREVA、 You Tubeで公開 (2011年2月18日)
- ELECTROPIA
JOYZ、アルバム「Pop-Ups」に収録(2011年4月6日)
- I’m Stronger feat.LITTLE
SHUN、アルバム「TEEN SOLDIER」に収録 (2012年5月9日)
- またね。。。feat.LITTLE
4foglio 配信シングル (2012年5月16日)
- 星のない街 ～TOKYO～ feat. LITTLE & MASSATTACK
田原俊彦、アルバム「I AM ME!」に収録。（2013年6月19日）
- Are you ready? feat. LITTLE
BabyRip、アルバム「Chick Talk」に収録（2013年7月17日）
- We Love JAPAN! feat. LITTLE
LUV、アルバム「4seasons」に収録（2013年8月7日）
- 脱イス取りGAME
V.A. 「要check!!」に収録（2013年8月7日）
- HOLE！feat.KOHEI JAPAN, LITTLE, hy4_4yh
童子-T、アルバム「T's MUSIC」に収録（2014年3月19日）
- HONEY TRAP feat. LITTLE, MICRO, SMALLEST
SHOGO、アルバム「大きな愛の木の下で」に収録（2014年6月4日）
- SKIT-東京ランニング-
HOSHIKUZU4、アルバム「東京ランニング」に収録 (2016年1月22日)
- 虹 / KREVA MCU LITTLE SONOMI 小西真奈美 綿引さやか Micchiy JUMPEI 千晴
- やっぱりRAPが好き / LITTLE feat.綿引さやか
V.A. 『monday night studio session』に収録（2016年6月8日）
- 東京ブートレグ feat.LITTLE
BEMA(ワタナベマホト)アルバム「侵略的隙間」に収録 (2016年11月12日)
- 八王子〜地元愛の賛歌〜 feat. LITTLE (KICK THE CAN CREW)
モン吉、アルバム「モン吉2」に収録（2017年12月13日）
- NEW RULE feat. LITTLE
TOC、アルバム「SHOWCASE」に収録（2018年1月31日）
- Forever Young feat.LITTLE
MADKID、シングル「Summer Time」に収録 (2018年5月31日)
- pump me up (LITTLE/BEMA/OMA)
V.A.「SCRAMBLE VOL.2」に収録 (2018年8月5日)
- The Skilled feat. LITTLE & FORK
餓鬼レンジャー、アルバム「ティンカーベル 〜ネバーランドの妖精たち〜」に収録 (2019年4月3日)
- 八王子のうた
ヒロミ,はなわ,THE YELLOW MONKEY 菊池兄弟,マキシマム ザ ホルモン ナヲ ダイスケはん,ファンキー加藤,LITTLE,高橋みなみ,飯窪春菜,大原かおり,フワちゃん,ローランド,アンジャッシュ児嶋一哉（2020年12月17日）
YOUTUBE「『八王子のうた』完成しましたー」にて公開(2020年12月25日)(その後、2022年3月16日発売のヒロミのシングル「神様との約束/八王子のうた」に収録)
- same name
リトルLITTLE(MCリトルとのコラボ) 配信シングル「same name / note」に収録（2021年1月29日）
- Where you are feat.LITTLE(KICK THE CAN CREW)
BlooDye、シングル「Where you are feat.LITTLE(KICK THE CAN CREW)」に収録 (2021年4月7日) (2021年2月21日に先行配信)
- Smile in your face
松本千夏 feat. LITTLE、配信シングル「Smile in your face」に収録 (2023年1月18日)
- INFINITY'S RHYME (feat. LITTLE) (ROUND ver.)
Valuence INFINITIES、配信シングル「INFINITY'S RHYME (feat. LITTLE) (ROUND ver.)」に収録 (2023年3月9日)
- 40 Da Cypher feat. カルデラビスタ, LITTLE
KIN DA SHER ROCK、配信シングル「40 Da Cypher feat. カルデラビスタ, LITTLE」に収録 (2024年1月18日)
- Legacy feat. LITTLE
彩-xi-、配信シングル「Legacy feat. LITTLE」に収録 (2024年3月9日)

### 楽曲提供
- brand new day（作詞）
lyrical school、シングル『brand new day』（2013年4月2日）、アルバム『SPOT』（2015年3月10日）に収録
vo.一部新録の「brand new day 2016」はシングル『RUN and RUN』（2016年4月27日）に収録

- レインボーディスコ（作詞）
lyrical school、アルバム『SPOT』（2015年3月10日）に収録

- ワンダーグラウンド（作詞）
lyrical school、シングル『ワンダーグラウンド』（2015年7月21日）に収録

- サマーファンデーション（作詞）
lyrical school、シングル『サマーファンデーション』（2016年7月6日）、アルバム『guidebook』（2016年11月16日）に収録
remixの「サマーファンデーション-521 remix」はシングル『マジックアワー / 格好悪いふられ方 -リリスクの場合- (初回限定盤)』（2016年10月6日）に収録

## テレビ番組

### テレビアニメ
- おでんくん（ニセおでんくん）

### バラエティ
- sakusaku（テレビ神奈川）ゲスト
- Let's天才てれびくん（ぎゅたあく）
- ヒロミの八王子会SP 豪華メンバー大集合！（2022年2月13日、BS日テレ）

## 関連人物
- ZINGI
  - 童子-T
- FUNKY GRAMMAR UNIT
  - RHYMESTER
  - Mummy-D
  - KREVA（KICK THE CAN CREW）
  - MCU（KICK THE CAN CREW）
  - DJ SHUHO
  - DJ TATSUTA
  - PES（RIP SLYME）
- SEAMO
- TAICHI MASTER
- NAOKI-T